# (19959) 1985 UJ3
(19959) 1985 UJ3 est un astéroïde de la ceinture principale d'astéroïdes découvert en 1985.

## Description
(19959) 1985 UJ3 a été découvert le 17 octobre 1985 à l'observatoire Kvistaberg, un observatoire suédois appartenant au département de physique et d'astronomie de l'université d'Uppsala et situé entre Uppsala et Stockholm, par Claes-Ingvar Lagerkvist.

### Caractéristiques orbitales
L'orbite de cet astéroïde est caractérisée par un demi-grand axe de 2,32 UA, un périhélie de 1,76 UA, une excentricité de 0,24 et une inclinaison de 1,27° par rapport à l'écliptique. Du fait de ces caractéristiques, à savoir un demi-grand axe compris entre 2 et 3,2 UA et un périhélie supérieur à 1,666 UA, il est classé, selon la JPL Small-Body Database, comme objet de la ceinture principale d'astéroïdes.

### Caractéristiques physiques
(19959) 1985 UJ3 a une magnitude absolue (H) de 14,5 et un albédo estimé à 0,754.